# José María Gay de Liébana
José María Gay de Liébana y Saludas (Barcelona, 6 de mayo de 1953 - ibídem, 16 de julio de 2021) fue un economista español y uno de los pioneros en el análisis económico en los medios de comunicación.

## Trayectoria
Fue doctor en Economía y Derecho, y ejerció de profesor titular de Economía Financiera y Contabilidad en la Universidad de Barcelona. También fue académico numerario de la Real Academia Europea de Doctores.
Participó habitualmente como comentarista de actualidad económica en diversos programas de televisión y radio, y escribió en prensa, revistas y publicaciones especializadas. Sus intervenciones radiofónicas, dirigidas al gran público, tenían la peculiaridad de que la gente sencilla entendiera los problemas económicos que le afectaban y sobre los que no tenía ninguna capacidad de control. Asimismo, era un reconocido conferenciante.
En 1979 fundó el despacho J. M. Gay & Cía, especializado en asesoramiento y consultaría en el ámbito legal, fiscal y empresarial.
Conocido en los medios como el economista indignado, escribió el libro España se escribe con E de endeudamiento. Participó en La Sexta Noche. También colaboró en Herrera en COPE. Frente al proceso de independencia catalán mantuvo una clara postura sobre la inviabilidad de dicho proceso, advirtiendo que los independentistas estaban generando falsas expectativas a una parte de la sociedad catalana. Por ello sufrió físicamente algunos  escraches.
Su gran afición fue el fútbol. Fue fan y representante del R.C.D. Español.
Falleció en la ciudad que le vio nacer, el 16 de julio de 2021, a causa de un cáncer de riñón. El mismo día de su fallecimiento firmó una columna en El Economista titulada ¿Qué fue del 20/20? e intervino en Herrera en COPE, en su sección La mirada económica, hablando de la recuperación económica de la Pandemia de COVID-19.

## Premios
Fue galardonado con el premio Economía por la Asociación Española de Prensa Extranjera (ACPE) en 2012, por radiografiar y denunciar la crisis española.

## Obra
- España se escribe con E de endeudamiento. Radiografía de un país abocado al abismo. (Editorial Deusto, 2012)
- ¿Dónde estamos? Verdades, mentiras y deberes pendientes de la recuperación económica. (Editorial Deusto, 2015)
- Adelante: Solo existe el futuro. Y es nuestro. (Editorial Aguilar, 2020) (coautor junto con César Carballo, Yayo Herrero, Mamen Mendizábal y Ainara Zubillaga)
- Revolución tecnológica y nueva economía. Todos los secretos contables de Apple, Google, Facebook y Amazon al descubierto. (Editorial Deusto, 2020)
- La gran burbuja del fútbol. Los modelos de negocio que oculta el deporte más importante del mundo. (Editorial Conecta, 2021)

## Filmografía
El 20 de mayo de 2012, Gay de Liébana apareció en el programa de televisión Salvados de Jordi Évole.
En 2014, hizo un cameo en Torrente 5, una comedia española protagonizada y dirigida por Santiago Segura.
En 2017, participó como juez en uno de los programas de la primera temporada de Cero en Historia.[cita requerida]